# Квисторп, Иоганн Христиан фон
Иоганн Христиан фон Квисторп (нем. Johann Christian von Quistorp; 30 октября 1737, Росток — 15 марта 1795, Висмар) — немецкий криминалист.
Сын профессора медицины Иоганна Бернгарда Квисторпа. Был ординарным профессором в Ростоке и Бютцове. Главный труд Квисторпа — «Основы германского уголовного права» (нем. «Grundsätze des deutschen peinlichen Rechts»; Росток, 1770; 6 изд. 1810—1828).